# Резяпкин, Григорий Емельянович
Григорий Емельянович Резяпкин (1921—1986) — младший лейтенант Советской Армии, участник Великой Отечественной войны, Герой Советского Союза (1945).

## Биография
Родился 17 июня 1921 года в селе Кажлодка (ныне — Торбеевский район Мордовии). После окончания неполной средней школы работал на железной дороге. В 1941 году был призван на службу в Рабоче-крестьянскую Красную Армию. С того же года — на фронтах Великой Отечественной войны.
К ноябрю 1944 года гвардии старший сержант Григорий Резяпкин был наводчиком орудия 314-го гвардейского истребительно-противотанкового артиллерийского полка 6-й гвардейской истребительно-противотанковой артиллерийской бригады 2-го Прибалтийского фронта. Участвовал в сражениях на территории Латвийской ССР. 11-14 ноября 1944 года Резяпкин участвовал в бою за важный опорный пункт противника у юго-западу от Елгавы, уничтожив вместе со своим расчётом 2 противотанковых орудия и 2 огневые точки противника.
Указом Президиума Верховного Совета СССР от 24 марта 1945 года гвардии старший сержант Григорий Резяпкин был удостоен высокого звания Героя Советского Союза с вручением ордена Ленина и медали «Золотая Звезда».
В 1945 году окончил курсы политсостава. В 1947 году в звании младшего лейтенанта он был уволен в запас. Проживал и работал в Торбеево. Умер 9 июля 1986 года, похоронен в Торбеево.
Был также награждён двумя орденами Отечественной войны 1-й степени и рядом медалей.